# THE HIGH-LOWS (アルバム)
『THE HIGH-LOWS』（ザ・ハイロウズ）は、日本のロックバンド、THE HIGH-LOWSのデビューアルバム。1995年10月25日発売。発売元はキティ。

## 概要
デビューシングルの「ミサイルマン」と同時発売された。
初回スペシャルパッケージ（CDサイズ・ロゴステッカー）。また、特製ロゴ・ピンバッジの応募券が付いていた。

同時発売のアナログLP（マスタリングはグレッグ・カルビ）には、バンド・ロゴのステンシル・シートが付属した。

## 収録曲
| 全編曲: THE HIGH-LOWS。 |                                    |            |       |
| #                       | タイトル                           | 作詞・作曲 | 時間  |
| 1.                      | 「グッドバイ」                     | 真島昌利   | 3:52  |
| 2.                      | 「ママミルク」                     | 真島昌利   | 5:46  |
| 3.                      | 「ミサイルマン」                   | 甲本ヒロト | 3:50  |
| 4.                      | 「BGM」                            | 甲本ヒロト | 3:10  |
| 5.                      | 「ジュー・ジュー」                 | 真島昌利   | 3:33  |
| 6.                      | 「ツイスト」                       | 甲本ヒロト | 2:17  |
| 7.                      | 「スーパーソニックジェットボーイ」 | 真島昌利   | 4:18  |
| 8.                      | 「なまけ大臣」                     | 真島昌利   | 3:58  |
| 9.                      | 「ヤ・バンバ」                     | 甲本ヒロト | 2:51  |
| 10.                     | 「ビッグ・マシン」                 | 甲本ヒロト | 2:55  |
| 11.                     | 「バナナボートに銀の月」           | 真島昌利   | 4:26  |
| 12.                     | 「日曜日よりの使者」               | 甲本ヒロト | 6:11  |
| 合計時間:               | 合計時間:                          | 合計時間:  | 47:07 |

### 楽曲解説
「グッドバイ」
後に2ndシングルとしてリカットリリースされた。「週刊地球TV」オープニングテーマ。
「ミサイルマン」
1stシングル。「タモリのSUPERボキャブラ天国」エンディングテーマ。
「ジュー・ジュー」
後に2ndシングルのカップリング曲としてリカット。
「スーパーソニックジェットボーイ」
後にリアレンジされ3rdシングルとしてリカット。「M'sな夜」のオープニングテーマ。
「バナナボートに銀の月」
真島がメインボーカルの楽曲。
2ndシングルにライブバージョンが収録。
「日曜日よりの使者」
3rdシングルにリアレンジバージョンが収録され、2003年に22ndシングルとしてリカットされた。

## 参加ミュージシャン
THE HIGH-LOWS
- 甲本ヒロト ：ボーカル、ブルースハープ
- 真島昌利：ギター、コーラス
- 調先人：ベース、コーラス
- 大島賢治：ドラムス、コーラス